# Otto Zinsser
Otto Zinsser (* 18. September 1849 in Wahlen; † 22. Januar 1919 in Schlitz) war ein hessischer Fabrikant und Politiker (NLP) und Abgeordneter der 2. Kammer der Landstände des Großherzogtums Hessen.
Otto Zinsser war der Sohn des Arztes Theodor Zinsser (1825–1901) und dessen Ehefrau Anna Maria, geborene Meß (1832–1862). Zinsser, der evangelischen Glaubens war, heiratete am 24. November 1874 in Schlitz Maria Christine, geborene Hagemann, verwitwete Werle, (1841–1913). Zinsser studierte an der Universität Würzburg und wurde Fabrikant in Schlitz.
Von 1887 bis 1902 gehörte er der Zweiten Kammer der Landstände an. Er wurde für den Wahlbezirk Oberhessen 9/Lauterbach-Schlitz gewählt. 1880 wurde er Bürgermeister in Schlitz.